# Nasrullaganj
Nasrullaganj is een nagar panchayat (plaats) in het district Sehore van de Indiase staat Madhya Pradesh. 

## Demografie
Volgens de Indiase volkstelling van 2001 wonen er 17.240 mensen in Nasrullaganj, waarvan 54% mannelijk en 46% vrouwelijk is. De plaats heeft een alfabetiseringsgraad van 66%. 